# Registro.it
Registro.it è l'organismo responsabile dell'assegnazione e della gestione dei domini Internet che terminano con il dominio di primo livello nazionale (ccTLD) .it.

## Descrizione
Il servizio opera all'interno dell'Istituto di Informatica e Telematica del CNR (Consiglio Nazionale delle Ricerche) e fin dal dicembre del 1987, con la nascita di cnr.it (il primo dominio della rete italiana) gestisce tutte le attività relative alla registrazione e al mantenimento dei nomi a dominio.it  in forza della delega assegnata dall'organismo sovrannazionale IANA (Internet Assigned Numbers Authority, oggi ICANN: Internet Corporation for Assigned Names and Numbers), cui è storicamente deputata l'assegnazione degli indirizzi IP a livello internazionale e la gestione operativa dei DNS.
La registrazione dei domini .it è aperta a tutte le persone fisiche (maggiorenni) e giuridiche che abbiano cittadinanza, residenza o sede nei paesi dello Spazio Economico Europeo (See), nello Stato del Vaticano, nella Repubblica di San Marino e nella Confederazione Svizzera e nel Regno Unito.
Oggi il Registro .it è il sesto country code top level domain a livello europeo per numero di domini registrati.
Le norme sono codificate nel Regolamento di assegnazione e gestione dei nomi a dominio, il cui testo è soggetto a revisioni periodiche su iniziativa del Registro stesso e del Comitato Consultivo di Indirizzo (l'organo consultivo del Registro che ha il compito di formulare le regole e procedure tecniche per l'assegnazione e gestione dei nomi a dominio sotto il ccTLD.it). Ogni variazione, regolamentare o procedurale, viene assunta nell'ambito di un processo di concertazione tra le parti, favorendo la libera concorrenza tra gli operatori del settore.
Il Registro opera in stretto collegamento con gli organismi governativi di riferimento: in primis il Ministero delle Imprese e del Made in Italy, in qualità di dicastero vigilante sull'attività di registrazione dei nomi a dominio ex art. 13, comma 1 del Codice delle Comunicazioni elettroniche, al fine di assicurare una gestione armonica e un utile interscambio.
Il Registro gestisce anche la registrazione dei nomi a dominio edu.it (SLD riservato alle scuole italiane di ogni ordine e grado pubbliche e paritarie) e gov.it (SLD riservato alle Pubbliche Amministrazioni centrali dello Stato e agli Enti nazionali di previdenza e assistenza).
Il Registro ha ottenuto nel 2004 la certificazione di qualità ISO 9001:2008 per le attività di registrazione e gestione dei nomi a dominio.

## Funzioni
Su richiesta degli assegnatari, il Registro registra, modifica e cancella i domini .it, attraverso l'intermediazione di fornitori di servizi internet, denominati Registrar, che hanno un contratto con il Registro stesso.
Tutti coloro che vogliono registrare un dominio.it (persone fisiche e non) possono farlo rivolgendosi ai Registrar.
I dati relativi ai domini .it sono archiviati nel DBNA (Database dei Nomi Assegnati), sempre mantenuto dal Registro .it e consultabile in rete dagli utenti attraverso il servizio di Whois. Secondo il regolamento generale sulla protezione di dati (GDPR n. 679 del 2016), gli assegnatari dei domini.it possono decidere, al momento della registrazione, se rendere visibili tutti i loro dati o meno.
Tra le funzioni del Registro anche quella di gestire il nameserver primario del ccTLD .it e dei nameserver dei domini geografici, corrispondenti ai nomi, traduzioni, abbreviazioni delle regioni, province e comuni italiani.

## Struttura
Responsabile del Registro è il direttore dell'Istituto di Informatica e Telematica del CNR (Iit-CNR), dal 2024 Andrea Passarella. La Direzione si avvale del comitato di gestione nell'organizzazione del lavoro, del personale e nella gestione amministrativa e finanziaria. Questo organo ha anche il compito di individuare l'indirizzo e le strategie per le attività programmate.

## Storia
Il primo dominio .it,  cnuce.cnr.it, nasce il 23 dicembre 1987. Nello stesso anno Icann e poi Iana (Internet Assigned Numbers Authority) riconoscono il ccTLD .it e ne assegnano la gestione al CNUCE, Istituto del CNR, i cui ricercatori hanno tra gli altri il merito di aver diffuso, a metà degli anni '80, il protocollo IP.
Il servizio di registrazione e mantenimento dei domini italiani, erogato inizialmente dall'Istituto Cnuce del Cnr, passa nel 1997 all'Istituto per le applicazioni telematiche (Iat-Cnr) e, in seguito, all'Istituto di informatica e telematica (Iit-Cnr), nato dalla fusione tra lo stesso Iat e l'Istituto di matematica computazionale.
Alla fine degli anni '90, con l'esplosione del World Wide Web, le richieste di domini .it aumentano in modo esponenziale. Il Registro decide quindi di introdurre nuovi strumenti normativi e tecnologici in grado di andare incontro alle esigenze degli operatori e del mercato, a cominciare dalla rimozione del limite di domini registrabili, nel 2000 per le imprese e nel 2004 per le persone fisiche.